# Stephano Bedros X. Azarian
Stephanos Bedros X. Azarian, auch Stephan Petrus X. Azarian, (* 31. Dezember 1826 in Konstantinopel; † 1. Mai 1899) war der zehnte armenisch-katholische Patriarch von Kilikien. Er galt als ein ausgesprochen geschickter Diplomat.

## Leben
Stephano Azarian wurde am 14. August 1877 zum Titularerzbischof von Nicosia Die Bischofsweihe spendete ihm am 23. September 1877 Patriarch Andon Bedros IX. Hassunian; Mitkonsekratoren waren die Bischöfe Gregorio Balikian von Aleppo (Syrien) und György Girk von Pécs (Ungarn). Von 1877 bis 1881 war er Patriarchalvikar des Patriarchats von Kilikien.
Seine Wahl zum Patriarchen von Kilikien erfolgte am 6. Juli 1881 und wurde von Papst Leo XIII. (1878–1903) am 4. August 1881 bestätigt. 1899 war er im Nebenamt Apostolischer Administrator der Eparchie Ispahan im Iran. Patriarch Bedros X.  war ein hochgebildeter Kleriker, er sprach acht Fremdsprachen und hatte einen ausgeprägten diplomatischen Charakter. Er war ein Vertreter des Sacerdotium, hatte grundlegende theologische, kirchliche und wissenschaftliche Kenntnisse und verfasste mehrere Publikationen. In seinem Patriarchat gründete er in der Provinz und in Konstantinopel Bildungseinrichtungen.

## Konsekrationen
Patriarch Bedros X. konsekrierte:
- Giuseppe Ferachian zum chaldäisch-katholischen Bischof von Diyarbakır (Türkei),
- Pasquale Giamgian zum Bischof von Musc (Armenien),
- Carolus Aslanian zum Bischof von Adana (Türkei),
- Barnabé Akscheislian zum Bischof der Eparchie Iskanderiya (Ägypten),
- Arsène Aïdynian zum Titularbischof von Salamis (Zypern),
- Avedis Arpirian zum Bischof von Kharput (Türkei),
- Avedis Marcus Turkian zum Bischof von Marasc (Türkei) und
- Garabed Kiciurian zum Bischof von Garin (Armenien).